# 布伊沃利夫齊
49°17′36″N 26°50′16″E / 49.29333°N 26.83778°E
布伊沃利夫齊（烏克蘭語：Буйволівці）是位於烏克蘭西部的村莊，由赫梅利尼茨基州裡赫梅利尼茨基區的亞爾莫林齊市鎮負責管轄。該村面積2.46平方公里，海拔高度311米，2001年人口674。